# Patrick Gânțe
Patrick Gânțe (n. 15 februarie 2004) este un jucător profesionist de fotbal român, care joacă pe poziția de atacant pentru echipa TSV Hartberg din Austrian Bundesliga. A mai jucat pentru CA Oradea și a făcut academia la AS Roma.

## References
Format:TSV Hartberg squad